# Championnat d'Argentine de football 1983
Navigation
Saison précédente Saison suivante
La saison 1983 du Championnat d'Argentine de football était la 53e édition professionnelle de la première division argentine.
La saison argentine comporte 2 championnats. Le championnat Nacional regroupe les 19 clubs ainsi que les 13 meilleurs clubs des championnats régionaux, les équipes sont réparties en 8 poules où elles s'affrontent deux fois. Les trois premiers de chaque poule participent à une deuxième phase de poules qui voit le premier jouer la phase finale pour le titre. Dans le championnat Metropolitano, les 19 clubs sont regroupés en une poule unique où chaque formation rencontre deux fois tous ses adversaires, à domicile et à l'extérieur. Il peut donc y avoir 2 champions par saison.
Cette saison voit la victoire du club d'Estudiantes (La Plata), dans le championnat Nacional. C'est le 4e titre de champion de son histoire. Le championnat Metropolitano est remporté par le Independiente, sacré pour la 13e fois.

## Championnat Nacional
| \| Bs Aires La Plata Rosario Santa Fe Córdoba Palpalá Río Cuarto Mendoza Salta Mar del Plata Tucumán La Rioja Bda. Río Salí Santa Rosa Resistencia Olavarría \| Villes représentées lors de la saison 1983 (Championnat Nacional) |
| Bs Aires La Plata Rosario Santa Fe Córdoba Palpalá Río Cuarto Mendoza Salta Mar del Plata Tucumán La Rioja Bda. Río Salí Santa Rosa Resistencia Olavarría                                                                         |

Tous les clubs participant au championnat Metropolitano et les 13 meilleures équipes régionales sont réparties en quatre poules où les clubs s'affrontent deux fois, à domicile et à l'extérieur. Les trois premiers de chaque poule sont qualifiés pour la deuxième phase.

### Première phase

#### Poule A
| Rang | Équipe                 | Pts | J | G | N | P | Bp | Bc | Diff |
| ---- | ---------------------- | --- | - | - | - | - | -- | -- | ---- |
| 1    | Loma Negra (Olavarría) | 8   | 6 | 3 | 2 | 1 | 7  | 2  | +5   |
| 2    | Nueva Chicago          | 8   | 6 | 3 | 2 | 1 | 8  | 4  | +4   |
| 3    | River Plate            | 6   | 6 | 2 | 2 | 2 | 6  | 5  | +1   |
| 4    | Andino (La Rioja)      | 2   | 6 | 1 | 0 | 5 | 3  | 13 | -10  |

|  | Qualification pour la phase finale |

#### Poule B
| Rang | Équipe                 | Pts | J | G | N | P | Bp | Bc | Diff |
| ---- | ---------------------- | --- | - | - | - | - | -- | -- | ---- |
| 1    | Argentinos Juniors     | 9   | 6 | 3 | 3 | 0 | 11 | 6  | +5   |
| 2    | Independiente          | 9   | 6 | 3 | 3 | 0 | 11 | 3  | +8   |
| 3    | San Martin (Tucumán)   | 3   | 6 | 1 | 1 | 4 | 6  | 12 | -6   |
| 4    | Chaco For Ever (Chaco) | 3   | 6 | 1 | 1 | 4 | 5  | 12 | -7   |

|  | Qualification pour la phase finale |

#### Poule C
| Rang | Équipe                         | Pts | J | G | N | P | Bp | Bc | Diff |
| ---- | ------------------------------ | --- | - | - | - | - | -- | -- | ---- |
| 1    | San Lorenzo de Almagro P       | 11  | 6 | 5 | 1 | 0 | 14 | 6  | +8   |
| 2    | Rosario Central                | 7   | 6 | 3 | 1 | 2 | 15 | 5  | +10  |
| 3    | Juventud Antoniana (Salta      | 6   | 6 | 2 | 2 | 2 | 13 | 11 | +2   |
| 4    | Atlético Santa Rosa (La Pampa) | 0   | 6 | 0 | 0 | 6 | 4  | 24 | -20  |

|  | Qualification pour la phase finale |
|  | P : Promu de Segunda Division      |

#### Poule D
| Rang | Équipe                   | Pts | J | G | N | P | Bp | Bc | Diff |
| ---- | ------------------------ | --- | - | - | - | - | -- | -- | ---- |
| 1    | Talleres (Córdoba)       | 9   | 6 | 3 | 3 | 0 | 7  | 1  | +6   |
| 2    | Ferro Carril Oeste T     | 8   | 6 | 2 | 4 | 0 | 4  | 2  | +2   |
| 3    | Temperley P              | 6   | 6 | 2 | 2 | 2 | 3  | 3  | 0    |
| 4    | Estudiantes (Río Cuarto) | 1   | 6 | 0 | 1 | 5 | 4  | 12 | -8   |

|  | Qualification pour la phase finale                |
|  | T : Tenant du titre P : Promu de Segunda Division |

#### Poule E
| Rang | Équipe                      | Pts | J | G | N | P | Bp | Bc | Diff |
| ---- | --------------------------- | --- | - | - | - | - | -- | -- | ---- |
| 1    | Estudiantes (La Plata)      | 8   | 6 | 3 | 2 | 1 | 14 | 8  | +6   |
| 2    | Racing (Córdoba)            | 8   | 6 | 3 | 2 | 1 | 14 | 6  | +8   |
| 3    | Unión (Santa Fe             | 7   | 6 | 2 | 3 | 1 | 5  | 5  | 0    |
| 4    | Unión San Vicente (Córdoba) | 1   | 6 | 0 | 1 | 5 | 3  | 17 | -14  |

|  | Qualification pour la phase finale |

#### Poule F
| Rang | Équipe                      | Pts | J | G | N | P | Bp | Bc | Diff |
| ---- | --------------------------- | --- | - | - | - | - | -- | -- | ---- |
| 1    | Vélez Sársfield             | 11  | 6 | 5 | 1 | 0 | 12 | 3  | +9   |
| 2    | Newell's Old Boys (Rosario) | 7   | 6 | 2 | 3 | 1 | 12 | 6  | +6   |
| 3    | Altos Hornos Zapla (Jujuy)  | 4   | 6 | 1 | 2 | 3 | 5  | 8  | -3   |
| 4    | Kimberley (Mar del Plata)   | 2   | 6 | 1 | 0 | 5 | 5  | 17 | -12  |

|  | Qualification pour la phase finale |

#### Poule G
| Rang | Équipe                        | Pts | J | G | N | P | Bp | Bc | Diff |
| ---- | ----------------------------- | --- | - | - | - | - | -- | -- | ---- |
| 1    | Huracán                       | 9   | 6 | 4 | 1 | 1 | 9  | 4  | +5   |
| 2    | Racing Club                   | 6   | 6 | 2 | 2 | 2 | 5  | 4  | +1   |
| 3    | Renato Cesarini (Rosario)     | 5   | 6 | 2 | 1 | 3 | 9  | 11 | -2   |
| 4    | Atlético Concepción (Tucumán) | 4   | 6 | 1 | 2 | 3 | 6  | 10 | -4   |

|  | Qualification pour la phase finale |

#### Poule H
| Rang | Équipe                       | Pts | J | G | N | P | Bp | Bc | Diff |
| ---- | ---------------------------- | --- | - | - | - | - | -- | -- | ---- |
| 1    | Boca Juniors                 | 8   | 6 | 3 | 2 | 1 | 9  | 5  | +4   |
| 2    | Platense                     | 7   | 6 | 3 | 1 | 2 | 9  | 8  | +1   |
| 3    | Instituto (Córdoba)          | 5   | 6 | 2 | 1 | 3 | 6  | 8  | -2   |
| 4    | Gimnasia y Esgrima (Mendoza) | 4   | 6 | 1 | 2 | 3 | 6  | 9  | -3   |

|  | Qualification pour la phase finale |

### Deuxième phase
Les 24 clubs qualifiés sont réparties en huit poules de 3 où les clubs s'affrontent deux fois, à domicile et à l'extérieur. Les deux premiers de chaque poule sont qualifiés pour la phase finale.

#### Poule A
| Rang | Équipe                 | Pts | J | G | N | P | Bp | Bc | Diff |
| ---- | ---------------------- | --- | - | - | - | - | -- | -- | ---- |
| 1    | Estudiantes (La Plata) | 8   | 6 | 4 | 0 | 2 | 7  | 3  | +4   |
| 2    | Vélez Sársfield        | 7   | 6 | 3 | 1 | 2 | 5  | 6  | -1   |
| 3    | Instituto (Córdoba)    | 3   | 6 | 1 | 1 | 4 | 8  | 11 | -3   |

|  | Qualification pour la phase finale |

#### Poule B
| Rang | Équipe        | Pts | J | G | N | P | Bp | Bc | Diff |
| ---- | ------------- | --- | - | - | - | - | -- | -- | ---- |
| 1    | Independiente | 8   | 6 | 3 | 2 | 1 | 12 | 6  | +6   |
| 2    | Temperley P   | 8   | 6 | 2 | 4 | 0 | 8  | 5  | +3   |
| 3    | Nueva Chicago | 2   | 6 | 0 | 2 | 4 | 3  | 12 | -9   |

|  | Qualification pour la phase finale                |
|  | T : Tenant du titre P : Promu de Segunda Division |

#### Poule C
| Rang | Équipe                   | Pts | J | G | N | P | Bp | Bc | Diff |
| ---- | ------------------------ | --- | - | - | - | - | -- | -- | ---- |
| 1    | River Plate              | 8   | 6 | 3 | 2 | 1 | 5  | 2  | +3   |
| 2    | Ferro Carril Oeste T     | 6   | 6 | 2 | 2 | 2 | 7  | 6  | +1   |
| 3    | San Lorenzo de Almagro P | 6   | 6 | 0 | 6 | 0 | 2  | 2  | 0    |

|  | Qualification pour la phase finale                |
|  | T : Tenant du titre P : Promu de Segunda Division |

#### Poule D
| Rang | Équipe           | Pts | J | G | N | P | Bp | Bc | Diff |
| ---- | ---------------- | --- | - | - | - | - | -- | -- | ---- |
| 1    | Platense         | 6   | 6 | 3 | 0 | 3 | 8  | 13 | -5   |
| 2    | Unión (Santa Fe) | 5   | 6 | 1 | 3 | 2 | 7  | 4  | +3   |
| 3    | Huracán          | 5   | 6 | 2 | 1 | 3 | 6  | 8  | -2   |

|  | Qualification pour la phase finale |

#### Poule E
| Rang | Équipe                     | Pts | J | G | N | P | Bp | Bc | Diff |
| ---- | -------------------------- | --- | - | - | - | - | -- | -- | ---- |
| 1    | Boca Juniors               | 8   | 6 | 4 | 0 | 2 | 11 | 4  | +7   |
| 2    | Racing Club                | 8   | 6 | 4 | 0 | 2 | 6  | 4  | +2   |
| 3    | Altos Hornos Zapla (Jujuy) | 4   | 6 | 1 | 2 | 3 | 3  | 8  | -5   |

|  | Qualification pour la phase finale |

#### Poule F
| Rang | Équipe               | Pts | J | G | N | P | Bp | Bc | Diff |
| ---- | -------------------- | --- | - | - | - | - | -- | -- | ---- |
| 1    | Rosario Central      | 9   | 6 | 4 | 1 | 1 | 9  | 4  | +5   |
| 2    | Talleres (Córdoba)   | 4   | 6 | 0 | 4 | 2 | 4  | 8  | -4   |
| 3    | San Martín (Tucumán) | 3   | 6 | 1 | 1 | 4 | 5  | 10 | -5   |

|  | Qualification pour la phase finale |

#### Poule G
| Rang | Équipe                     | Pts | J | G | N | P | Bp | Bc | Diff |
| ---- | -------------------------- | --- | - | - | - | - | -- | -- | ---- |
| 1    | Loma Negra (Olavarría)     | 10  | 6 | 4 | 2 | 0 | 16 | 3  | +13  |
| 2    | Argentinos Juniors         | 7   | 6 | 2 | 3 | 1 | 11 | 9  | +2   |
| 3    | Juventud Antoniana (Salta) | 0   | 6 | 0 | 0 | 6 | 4  | 16 | -12  |

|  | Qualification pour la phase finale |

#### Poule H
| Rang | Équipe                      | Pts | J | G | N | P | Bp | Bc | Diff |
| ---- | --------------------------- | --- | - | - | - | - | -- | -- | ---- |
| 1    | Racing (Córdoba)            | 10  | 6 | 5 | 0 | 1 | 13 | 10 | +3   |
| 2    | Newell's Old Boys (Rosario) | 9   | 6 | 4 | 1 | 1 | 14 | 10 | +4   |
| 3    | Renato Cesarini (Rosario)   | 0   | 6 | 0 | 0 | 6 | 4  | 14 | -10  |

|  | Qualification pour la phase finale |

### Phase finale
|  | Huitièmes de finale         | Huitièmes de finale | Huitièmes de finale |                        |   | Quarts de finale | Quarts de finale | Quarts de finale |  |  | Demi-finales | Demi-finales | Demi-finales |  |  | Finale | Finale |
|  |                             |                     |                     |                        |   |                  |                  |                  |  |  |              |              |              |  |  |        |        |
|  |                             |                     |                     |                        |   |                  |                  |                  |  |  |              |              |              |  |  |        |        |
|  |                             |                     |                     |                        |   |                  |                  |                  |  |  |              |              |              |  |  |        |        |
|  | Estudiantes (La Plata)      | 1                   | 2                   |                        |   |                  |                  |                  |  |  |              |              |              |  |  |        |        |
|  | Estudiantes (La Plata)      | 1                   | 2                   |                        |   |                  |                  |                  |  |  |              |              |              |  |  |        |        |
|  | Ferro Carril Oeste          | 0                   | 2                   |                        |   |                  |                  |                  |  |  |              |              |              |  |  |        |        |
|  | Ferro Carril Oeste          | 0                   | 2                   | Estudiantes (La Plata) | 3 | 1                |                  |                  |  |  |              |              |              |  |  |        |        |
|  |                             |                     |                     | Estudiantes (La Plata) | 3 | 1                |                  |                  |  |  |              |              |              |  |  |        |        |
|  |                             | Racing Club         | 1                   | 2                      |   |                  |                  |                  |  |  |              |              |              |  |  |        |        |
|  | Loma Negra (Olavarría)      | Racing Club         | 1                   | 2                      | 2 | 1                |                  |                  |  |  |              |              |              |  |  |        |        |
|  | Loma Negra (Olavarría)      |                     |                     |                        | 2 | 1                |                  |                  |  |  |              |              |              |  |  |        |        |
|  | Racing Club                 | 1                   | 4                   |                        |   |                  |                  |                  |  |  |              |              |              |  |  |        |        |
|  | Racing Club                 | 1                   | 4                   | Estudiantes (La Plata) | 1 | 3                |                  |                  |  |  |              |              |              |  |  |        |        |
|  |                             |                     |                     | Estudiantes (La Plata) | 1 | 3                |                  |                  |  |  |              |              |              |  |  |        |        |
|  |                             | Temperley           | 1                   | 1                      |   |                  |                  |                  |  |  |              |              |              |  |  |        |        |
|  | Newell's Old Boys (Rosario) | Temperley           | 1                   | 1                      | 0 | 0                |                  |                  |  |  |              |              |              |  |  |        |        |
|  | Newell's Old Boys (Rosario) |                     |                     |                        | 0 | 0                |                  |                  |  |  |              |              |              |  |  |        |        |
|  | Rosario Central             | 0                   | 2                   |                        |   |                  |                  |                  |  |  |              |              |              |  |  |        |        |
|  | Rosario Central             | 0                   | 2                   | Rosario Central        | 0 | 1                |                  |                  |  |  |              |              |              |  |  |        |        |
|  |                             |                     |                     | Rosario Central        | 0 | 1                |                  |                  |  |  |              |              |              |  |  |        |        |
|  |                             | Temperley           | 1                   | 1                      |   |                  |                  |                  |  |  |              |              |              |  |  |        |        |
|  | Temperley                   | Temperley           | 1                   | 1                      | 2 | 0                |                  |                  |  |  |              |              |              |  |  |        |        |
|  | Temperley                   |                     |                     |                        | 2 | 0                |                  |                  |  |  |              |              |              |  |  |        |        |
|  | Platense                    | 1                   | 0                   |                        |   |                  |                  |                  |  |  |              |              |              |  |  |        |        |
|  | Platense                    | 1                   | 0                   | Estudiantes (La Plata) | 2 |                  |                  |                  |  |  |              |              |              |  |  |        |        |
|  |                             |                     |                     | Estudiantes (La Plata) | 2 |                  |                  |                  |  |  |              |              |              |  |  |        |        |
|  |                             | Independiente       | 0                   |                        |   |                  |                  |                  |  |  |              |              |              |  |  |        |        |
|  | River Plate                 | Independiente       | 0                   | 1                      | 0 |                  |                  |                  |  |  |              |              |              |  |  |        |        |
|  | River Plate                 |                     |                     | 1                      | 0 |                  |                  |                  |  |  |              |              |              |  |  |        |        |
|  | Velez Sarsfield             | 0                   | 0                   |                        |   |                  |                  |                  |  |  |              |              |              |  |  |        |        |
|  | Velez Sarsfield             | 0                   | 0                   | River Plate            | 0 | 0                |                  |                  |  |  |              |              |              |  |  |        |        |
|  |                             |                     |                     | River Plate            | 0 | 0                |                  |                  |  |  |              |              |              |  |  |        |        |
|  |                             | Argentinos Juniors  | 0                   | 1                      |   |                  |                  |                  |  |  |              |              |              |  |  |        |        |
|  | Boca Juniors                | Argentinos Juniors  | 0                   | 1                      | 1 | 2                |                  |                  |  |  |              |              |              |  |  |        |        |
|  | Boca Juniors                |                     |                     |                        | 1 | 2                |                  |                  |  |  |              |              |              |  |  |        |        |
|  | Argentinos Juniors          | 1                   | 3                   |                        |   |                  |                  |                  |  |  |              |              |              |  |  |        |        |
|  | Argentinos Juniors          | 1                   | 3                   | Argentinos Juniors     | 2 | 0                |                  |                  |  |  |              |              |              |  |  |        |        |
|  |                             |                     |                     | Argentinos Juniors     | 2 | 0                |                  |                  |  |  |              |              |              |  |  |        |        |
|  |                             | Independiente       | 1                   | 2                      |   |                  |                  |                  |  |  |              |              |              |  |  |        |        |
|  | Talleres (Córdoba)          | Independiente       | 1                   | 2                      | 2 | 0 (3)            |                  |                  |  |  |              |              |              |  |  |        |        |
|  | Talleres (Córdoba)          |                     |                     |                        | 2 | 0 (3)            |                  |                  |  |  |              |              |              |  |  |        |        |
|  | Racing (Córdoba) tab        | 2                   | 0 (5)               |                        |   |                  |                  |                  |  |  |              |              |              |  |  |        |        |
|  | Racing (Córdoba) tab        | 2                   | 0 (5)               | Racing (Córdoba)       | 1 | 1 (2)            |                  |                  |  |  |              |              |              |  |  |        |        |
|  |                             |                     |                     | Racing (Córdoba)       | 1 | 1 (2)            |                  |                  |  |  |              |              |              |  |  |        |        |
|  |                             | Independiente tab   | 1                   | 1 (4)                  |   |                  |                  |                  |  |  |              |              |              |  |  |        |        |
|  | Unión (Santa Fe)            | Independiente tab   | 1                   | 1 (4)                  | 1 | 0 (5)            |                  |                  |  |  |              |              |              |  |  |        |        |
|  | Unión (Santa Fe)            |                     |                     |                        | 1 | 0 (5)            |                  |                  |  |  |              |              |              |  |  |        |        |
|  | Independiente tab           | 0                   | 1 (6)               |                        |   |                  |                  |                  |  |  |              |              |              |  |  |        |        |
|  | Independiente tab           | 0                   | 1 (6)               |                        |   |                  |                  |                  |  |  |              |              |              |  |  |        |        |

## Les 19 clubs participants
| \| Bs Aires La Plata Santa Fe Rosario Córdoba \| Villes représentées lors de la saison 1983 (Championnat Metropolitano) |
| Bs Aires La Plata Santa Fe Rosario Córdoba                                                                              |

- Boca Juniors
- Nueva Chicago
- River Plate
- Racing Club
- Independiente
- Rosario Central
- Huracán
- Instituto (Córdoba)
- Ferro Carril Oeste
- Racing (Córdoba)
- Talleres (Córdoba)
- Vélez Sársfield
- Argentinos Juniors
- Estudiantes (La Plata)
- Newell's Old Boys (Rosario)
- Unión (Santa Fe)
- Platense
- San Lorenzo de Almagro - Promu de Segunda División
- Temperley - Promu de Segunda División

### Championnat Metropolitano
Tous les classements sont établis en utilisant le barème suivant :
- Victoire : 2 points
- Match nul : 1 point
- Défaite, forfait ou abandon : 0 point

| Rang | Équipe                      | Pts | J  | G  | N  | P  | Bp | Bc | Diff |
| ---- | --------------------------- | --- | -- | -- | -- | -- | -- | -- | ---- |
| 1    | Independiente               | 48  | 36 | 16 | 16 | 4  | 54 | 38 | +16  |
| 2    | San Lorenzo de Almagro P    | 47  | 36 | 20 | 7  | 9  | 69 | 43 | +26  |
| 3    | Ferro Carril Oeste          | 46  | 36 | 16 | 14 | 6  | 44 | 27 | +17  |
| 4    | Vélez Sársfield             | 44  | 36 | 18 | 8  | 10 | 61 | 45 | +16  |
| 5    | Unión (Santa Fe)            | 38  | 36 | 14 | 10 | 12 | 47 | 43 | +4   |
| 5    | Estudiantes (La Plata) T    | 38  | 36 | 13 | 12 | 11 | 42 | 43 | -1   |
| 7    | Boca Juniors                | 37  | 36 | 14 | 9  | 13 | 57 | 61 | -4   |
| 8    | Argentinos Juniors          | 36  | 36 | 13 | 10 | 13 | 44 | 45 | -1   |
| 9    | Newell's Old Boys (Rosario) | 35  | 36 | 11 | 13 | 12 | 56 | 49 | +7   |
| 10   | Instituto (Córdoba)         | 35  | 36 | 12 | 11 | 13 | 45 | 48 | -3   |
| 11   | Platense                    | 34  | 36 | 11 | 12 | 13 | 41 | 44 | -3   |
| 12   | Temperley P                 | 33  | 36 | 12 | 9  | 15 | 46 | 51 | -5   |
| 13   | Talleres (Córdoba)          | 33  | 36 | 11 | 11 | 14 | 41 | 58 | -17  |
| 14   | Huracán                     | 32  | 36 | 11 | 10 | 15 | 44 | 47 | -3   |
| 15   | Nueva Chicago               | 32  | 36 | 10 | 12 | 14 | 38 | 48 | -10  |
| 16   | Rosario Central             | 30  | 36 | 11 | 8  | 17 | 50 | 60 | -10  |
| 17   | Racing Club                 | 30  | 36 | 11 | 8  | 17 | 38 | 49 | -11  |
| 18   | River Plate                 | 29  | 36 | 10 | 9  | 17 | 37 | 50 | -13  |
| 19   | Racing (Córdoba)            | 27  | 36 | 7  | 13 | 16 | 46 | 51 | -5   |

|  | Qualification pour la Copa Libertadores 1984      |
|  | Relégation directe en Segunda Division            |
|  | T : Tenant du titre P : Promu de Segunda Division |

## Bilan de la saison
| Championnat d'Argentine de football 1983                             |                                                                                        |
| Champion                                                             | Nacional : Estudiantes (La Plata) (4e titre) Metropolitano : Independiente (13e titre) |
| Qualifications continentales                                         |                                                                                        |
| Copa Libertadores 1984                                               | Estudiantes (La Plata)                                                                 |
| Copa Libertadores 1984                                               | Independiente                                                                          |
| Promotions et relégations                                            |                                                                                        |
| Promus en Championnat d'Argentine de football                        | Atlanta                                                                                |
| Promus en Championnat d'Argentine de football                        | Chacarita Juniors                                                                      |
| Relégués en Championnat d'Argentine de football de deuxième division | Racing Club                                                                            |
| Relégués en Championnat d'Argentine de football de deuxième division | Nueva Chicago                                                                          |